# Доктор Албан
Албан Узома Нвапа (англ. Alban Uzoma Nwapa, нар. 26 серпня 1957, Огута, Імо, Федерація Нігерія), більш відомий за псевдонімом Док. Албан (англ. Dr. Alban) — шведський музикант нігерійського походження, що співає в стилі євроденс, власник особистого звукозаписувального лейблу Dr. Records. Він продав близько 16 мільйонів записів по всьому світу. Проживає в Стокгольмі (Естермальм).

## Біографія
Альбан Узома Нвапа народився в сім'ї середнього класу з 10 дітей. Він отримав середню освіту в Christ The King College, Aba, Nigeria і провів більшу частину своєї юності в рідному місті Огута.

### Творча діяльність
У 1990 році познайомився з DJ Denniz Pop, який був представником студії звукозапису SweMix. Разом з DJ Denniz та реп виконавцем Leila K, Албан записує першу композицію «Hello Africa» (англ. Вітаю, Африка), яка користується успіхом. Ця пісня — данина африканському корінню. Як сценічний псевдонім, Албан Нвапа лишає своє ім'я, але додає до нього скорочення Dr, і виходить Dr. Alban (Доктор Албан). Доктор — це натяк на кар'єру лікаря-стоматолога, яка зазнала краху. Його дебютний альбом Hello Afrika (The Album) (англ. Вітаю, Африка (Альбом)) включав хіти, такі як"Hello Afrika" і «No Coke», обидва з яких були продані мільйонними накладами. Сам альбом був досить успішним і приніс йому золоті нагороди сертифікації в численних ринках, включно з Німеччиною (для продажу понад 250 000 одиниць), Австрією (25,000) та Швейцарією (25,000). Композиція «No Coke» (англ. Ні − кокаїну!) була основним мотивом шведської кампанії проти наркотиків. Виконавець був найнятий Шведським агентством з безпеки транспорту для запису пісні «Tio små moppepojkar» (швед. Десять маленьких хлопчиків), щоб заохотити молодих людей бути уважних під час руху на мопеді. Пісня є ремейком його хіта «Hello Afrika».
Рік по тому другий альбом «One Love», продається більш ніж у 1,6 мільйонів примірників. До цього альбому також увійшов хіт «It's my life» (англ. Це моє життя), що став візитівкою Доктора Албана. «It's my life» посідає високі позиції в хіт-парадах Німеччини, Нідерландів, Великої Британії та Ізраїлю. Наступним синглом Албана стала композиція «One love». Кількість проданих альбомів склала 1,7 мільйонів копій.
Третій альбом Албана «Look Who's Talking!» (англ. Погляньте, хто говорить!), випущений у 1994 році, потрапив до першої десятки на багатьох ринках, включаючи Німеччину, Швейцарію та Австрію. Це був перший альбом Д-ра Албана, який отримав золото в Швеції за продаж понад 50 000 екземплярів.
Доктор Албан заснував власний лейбл Dr. Records, де випустив свій альбом 1996 року «Born In Africa» (англ. Народжений в Африці). Альбом не відповідав успіхові попередніх. У Фінляндії він досяг лише № 12, а також максимуму на № 37 у Швейцарії та Швеції, № 52 у Німеччині, № 41 у Австрії.
У 1999 році він з'явився як гість у пісні Sash! — «Colour the World» (англ. Колір світу), після чого зробив дворічну перерву в кар'єрі. У 2001 році випустив інший альбом «Prescription» (англ. Рецепт), який пропагував сингли: «Because of You» (англ. Через тебе) і «What Do I Do» (англ. Що робити). У 2002 році він з'явився в якості гостя в пісні Dj Aligator «I Like To Move It». У 2007 році опублікував сьомий студійний альбом «Back to Basics» (англ. Назад до основ).
У 2014 році разом із Джессікою Фолкер, він змагався у 54-му щорічному шведському конкурсі «Melodifestivalen 2014», щоб виступити в якості шведського представника на 59-му конкурсі Євробачення. Їхня пісня «Around the World» була представлена 15 лютого в третьому півфіналі відбору. Вони досягли п'ятого місця, вибувши з відбору.
Порушивши державний кордон України, 24 червня 2017 року виступив в окупованій Ялті у клубі «НЕБО Beach». Унаслідок цього став фігурантом бази центру «Миротворець».
Док. Албан співпрацюючи з компанією Viarelli, яка займається виробництвом мопедів, у 2018 році випускає промо пісню «Elmoped». Таким чином, через 28 років виходить своєрідне продовження історії покладеної в основу пісні «Tio små moppepojkar».
Доктор Албан доводиться рідним дядьком Рікарди Вельткен — однієї з солісток німецького хіп-хоп гурту Tic Tac Toe.
У грудні 2019 року, за безпосередньої участі Президента України Володимира Зеленського, він зміг приїхати до України та виступити на Дні міста в Краматорську та в новорічному випуску «Вечірнього кварталу».

## Освіта
Албан Нвапа у 23 роки прибув до Швеції, де навчався в університеті на стоматолога. Спершу музика для Албана була як хобі, потім стала джерелом його прибутку. Щоб платити за навчання, на той час він влаштувався діджеєм у відомий нічний клуб у Стокгольмі під назвою «Alphabet Street». Через деякий час він стає відомим серед любителів клубної музики Швеції. Завершивши навчання, Албан починає працювати стоматологом. Вечорами продовжує працювати в нічному клубі.

## Дискографія

### Студійні альбоми
| Hello Afrika                                                                     | - Реліз: 18 лютого 1991 - Лейбл: Ariola - Формат: LP, CD, касета                                  | 6  | —   | 2  | 29 | 11 | 43 | —  | 8  | - BVMI: Gold - IFPI AUT: Gold - IFPI SWI: Gold         |
| One Love                                                                         | - Реліз: 4 травня 1992 - Лейбл: Ariola - Формат: LP, CD, касета                                   | 15 | 149 | 1  | 4  | 6  | 20 | 15 | 3  | - BVMI: Gold - IFPI AUT: Platinum - IFPI SWI: Platinum |
| Look Who's Talking!                                                              | - Реліз: 25 березня 1994 - Лейбл: Ariola - Формат: LP, CD, касета                                 | 11 | 98  | 7  | 4  | 7  | 28 | 13 | 8  | - GLF: Gold                                            |
| Born in Africa                                                                   | - Реліз: 9 квітня 1996 - Лейбл: Ariola - Формат: LP, CD, касета                                   | 37 | —   | 41 | 12 | 52 | —  | —  | 37 |                                                        |
| I Believe                                                                        | - Реліз: 1 жовтня 1997 - Лейбл: Metrovynil (EAMS Lesser) - Формат: LP, CD, cassette               | 27 | —   | 41 | 30 | —  | —  | —  | —  |                                                        |
| Prescription                                                                     | - Реліз: 26 листопада 2001 - Лейбл: Rough Trade/Dr. Records - Формат: CD, касети                  | —  | —   | —  | —  | —  | —  | —  | —  |                                                        |
| Back to Basics                                                                   | - Реліз: 13 листопада 2008 - Лейбл: Haring Records/Dr. Records - Формат: цифрове завантаження, CD | —  | —   | —  | —  | —  | —  | —  | —  |                                                        |
| «—» релізи, що не потрапили у чарти або не були випущені у відповідних регіонах. |                                                                                                   |    |     |    |    |    |    |    |    |                                                        |

### Збірки
| Назва                      | Деталі                                                             | Пікові позиції у чартах | Пікові позиції у чартах | Пікові позиції у чартах |
| Назва                      | Деталі                                                             | SWE                     | AUT                     | GER                     |
| -------------------------- | ------------------------------------------------------------------ | ----------------------- | ----------------------- | ----------------------- |
| The Very Best of 1990–1997 | - Реліз: 30 червня 1997 - Лейбл: Ariola - Формат: LP, CD, cassette | 38                      | 38                      | 66                      |

### Сингли

#### Як головний виконавець
| Назва                                                                            | Рік  | Пікові позиції у чартах | Пікові позиції у чартах | Пікові позиції у чартах | Пікові позиції у чартах | Пікові позиції у чартах | Пікові позиції у чартах | Пікові позиції у чартах | Пікові позиції у чартах | Пікові позиції у чартах | Пікові позиції у чартах | Сертифікації                                                     | Альбом                     |
| Назва                                                                            | Рік  | SWE                     | AUS                     | AUT                     | FIN                     | GER                     | NLD                     | SPA                     | SWI                     | UK                      | US                      | Сертифікації                                                     | Альбом                     |
| -------------------------------------------------------------------------------- | ---- | ----------------------- | ----------------------- | ----------------------- | ----------------------- | ----------------------- | ----------------------- | ----------------------- | ----------------------- | ----------------------- | ----------------------- | ---------------------------------------------------------------- | -------------------------- |
| «Hello Afrika» (featuring Leila K.)                                              | 1990 | 7                       | 180                     | 1                       | —                       | 2                       | 25                      | 7                       | 3                       | —                       | —                       | - GLF: Gold                                                      | Hello Afrika               |
| «No Coke»                                                                        | 1990 | 1                       | —                       | 2                       | 12                      | 3                       | 7                       | 6                       | 3                       | —                       | —                       | - GLF: Platinum                                                  | Hello Afrika               |
| «U & Mi»                                                                         | 1991 | 20                      | —                       | 11                      | 6                       | 14                      | —                       | 15                      | 9                       | —                       | —                       |                                                                  | Hello Afrika               |
| «(Sing Shi-Wo-Wo) Stop the Pollution»                                            | 1991 | 36                      | —                       | 16                      | 3                       | —                       | —                       | —                       | 13                      | —                       | —                       |                                                                  | Hello Afrika               |
| «It's My Life»                                                                   | 1992 | 1                       | 43                      | 1                       | 5                       | 1                       | 1                       | 11                      | 2                       | 2                       | 88                      | - BPI: Silver - BVMI: Platinum - IFPI AUT: Gold - NVPI: Platinum | One Love                   |
| «One Love»                                                                       | 1992 | 19                      | 193                     | 9                       | 7                       | 7                       | 14                      | —                       | 11                      | 45                      | —                       |                                                                  | One Love                   |
| «Sing Hallelujah»                                                                | 1993 | 6                       | 5                       | 7                       | 2                       | 4                       | 6                       | 8                       | 4                       | 16                      | —                       | - ARIA: Platinum - BVMI: Platinum                                | One Love                   |
| «Look Who's Talking»                                                             | 1994 | 2                       | 215                     | 3                       | 1                       | 3                       | 4                       | 2                       | 6                       | 55                      | —                       |                                                                  | Look Who's Talking!        |
| «Away from Home»                                                                 | 1994 | 24                      | 92                      | 12                      | 2                       | 25                      | 45                      | 5                       | 26                      | 42                      | —                       |                                                                  | Look Who's Talking!        |
| «Let the Beat Go On»                                                             | 1994 | 17                      | 186                     | 23                      | 3                       | 18                      | 19                      | —                       | —                       | —                       | —                       |                                                                  | Look Who's Talking!        |
| «Sweet Dreams» (featuring Swing)                                                 | 1995 | 12                      | —                       | —                       | 4                       | —                       | 44                      | —                       | —                       | 59                      | —                       |                                                                  | Сингл без альбому          |
| «This Time I'm Free»                                                             | 1995 | 3                       | —                       | 23                      | 1                       | 27                      | 35                      | —                       | 32                      | —                       | —                       |                                                                  | Born in Africa             |
| «Born in Africa»                                                                 | 1996 | 11                      | —                       | 31                      | 1                       | —                       | —                       | —                       | 47                      | —                       | —                       |                                                                  | Born in Africa             |
| «Hallelujah Day»                                                                 | 1996 | 30                      | —                       | 35                      | 12                      | —                       | —                       | —                       | —                       | —                       | —                       |                                                                  | Born in Africa             |
| «It's My Life '97» (featuring Sash!)                                             | 1997 | —                       | —                       | —                       | 18                      | —                       | —                       | —                       | —                       | —                       | —                       |                                                                  | The Very Best of 1990–1997 |
| «Guess Who's Coming to Dinner (Carolina)»                                        | 1997 | 6                       | —                       | —                       | —                       | —                       | —                       | —                       | —                       | —                       | —                       |                                                                  | I Believe                  |
| «Mr. DJ»                                                                         | 1997 | —                       | —                       | 21                      | 8                       | 70                      | —                       | 3                       | —                       | —                       | —                       |                                                                  | I Believe                  |
| «Long Time Ago»                                                                  | 1997 | 55                      | —                       | —                       | 15                      | —                       | —                       | 15                      | —                       | —                       | —                       |                                                                  | I Believe                  |
| «Feel the Rhythm»                                                                | 1998 | 56                      | —                       | —                       | —                       | —                       | —                       | 13                      | —                       | —                       | —                       |                                                                  | I Believe                  |
| «What Do I Do»                                                                   | 2000 | 43                      | —                       | —                       | —                       | —                       | —                       | —                       | —                       | —                       | —                       |                                                                  | Prescription               |
| «Because of You»                                                                 | 2002 | —                       | —                       | —                       | —                       | —                       | —                       | —                       | —                       | —                       | —                       |                                                                  | Prescription               |
| «Work, Work»                                                                     | 2003 | 13                      | —                       | —                       | 19                      | —                       | —                       | —                       | —                       | —                       | —                       |                                                                  | Сингл без альбому          |
| «Habibi» (featuring Melissa)                                                     | 2008 | —                       | —                       | —                       | —                       | —                       | —                       | —                       | —                       | —                       | —                       |                                                                  | Back to Basics             |
| «We Love the 90's» (featuring Haddaway)                                          | 2008 | —                       | —                       | —                       | —                       | —                       | —                       | —                       | —                       | —                       | —                       |                                                                  | Сингли поза альбомом       |
| «Freedom»                                                                        | 2012 | —                       | —                       | —                       | —                       | —                       | —                       | —                       | —                       | —                       | —                       |                                                                  | Сингли поза альбомом       |
| «Loverboy»                                                                       | 2012 | —                       | —                       | —                       | —                       | —                       | —                       | —                       | —                       | —                       | —                       |                                                                  | Сингли поза альбомом       |
| «It's My Life 2014»                                                              | 2014 | —                       | —                       | 39                      | —                       | 29                      | —                       | —                       | —                       | —                       | —                       |                                                                  | Сингли поза альбомом       |
| «Around the World» (featuring Jessica Folcker)                                   | 2014 | 52                      | —                       | —                       | —                       | —                       | —                       | —                       | —                       | —                       | —                       |                                                                  | Сингли поза альбомом       |
| «Hurricane»                                                                      | 2015 | —                       | —                       | —                       | —                       | —                       | —                       | —                       | —                       | —                       | —                       |                                                                  | Сингли поза альбомом       |
| «Drama» (Dr. Alban & Folkhemmet, in Swedish language)                            | 2020 | —                       | —                       | —                       | —                       | —                       | —                       | —                       | —                       | —                       | —                       |                                                                  | Сингли поза альбомом       |
| «Change (I Have a Dream)» (featuring Whitney Peyton)                             | 2022 | —                       | —                       | —                       | —                       | —                       | —                       | —                       | —                       | —                       | —                       |                                                                  | Сингли поза альбомом       |
| «—» релізи, що не потрапили у чарти або не були випущені у відповідних регіонах. |      |                         |                         |                         |                         |                         |                         |                         |                         |                         |                         |                                                                  |                            |

#### Як запрошений виконавець
| «Papaya Coconut» (Kikki Danielsson featuring Dr. Alban)                          | 1998 | 22 | —  | —   | —  | —  | —  | —  | Сингли поза альбомом |
| «Colour the World» (Sash! featuring Dr. Alban)                                   | 1999 | 54 | —  | —   | 39 | 69 | 39 | 15 | Сингли поза альбомом |
| «Sing Hallelujah (New Version)» (Yamboo featuring Dr. Alban)                     | 2005 | —  | 12 | —   | —  | —  | —  | —  | Okama de Mapouka     |
| «Chiki Chiki» (Starclub featuring Dr. Alban)                                     | 2006 | —  | —  | —   | —  | —  | —  | —  | Сингли поза альбомом |
| «It's My Life (Don't Worry)» (Chawki featuring Dr. Alban)                        | 2014 | —  | —  | 187 | —  | —  | —  | —  | Сингли поза альбомом |
| «Good to You» (Basic Element featuring Dr. Alban)                                | 2016 | —  | —  | —   | —  | —  | —  | —  | Сингли поза альбомом |
| «It's My Life» (Popek featuring Dr. Alban)                                       | 2020 | —  | —  | —   | —  | —  | —  | —  | Сингли поза альбомом |
| «Life Is Now» (Basic Element, Dr. Alban, Waldo's People featuring Elize Ryd)     | 2022 | —  | —  | —   | —  | —  | —  | —  | Сингли поза альбомом |
| «—» релізи, що не потрапили у чарти або не були випущені у відповідних регіонах. |      |    |    |     |    |    |    |    |                      |

### VHS
- 1994 «Look Whos Talking! (The Video … And More)»

## В популярній культурі
У британському телесеріалі «Маленька Британія» д-р Албан — це ім'я лікаря, якого Віккі Поллард відвідує, коли вона вагітна.